# Lenka Šmídová (operní pěvkyně)
Lenka Šmídová (15. prosince 1961 Praha – 27. května 2022 Praha) byla česká operní pěvkyně (mezzosoprán/alt), dlouholetá sólistka Opery Národního divadla v Praze a pěvecká pedagožka.

## Biografie
Zpěv studovala na Pražské konzervatoři u prof. Heleny Tattermuschové a na AMU u prof. René Tučka. Pěvecké vzdělání nadále prohlubovala ročním pobytem v Itálii na Academia d´arte e Lirica corale Osimo, a to zejména u Antonia Toniniho a Katji Ricciarelli. Získala řadu ocenění (např. Cena Emy Destinnové v r. 1988).
Od roku 1989 působila jako sólistka opery Národního divadla v Praze, kde ztvárnila mnoho rolí. Od roku 1998, až do opětovného sloučení obou divadel, působila současně ve Státní opeře Praha. Její první rolí v Národním divadle byla princezna Eboli (opera Don Carlos). Mezi další role patřily mj. Káča (Čert a Káča), Ježibaba (Rusalka), Děčana (Braniboři v Čechách), Stařenka (Její Pastorkyňa), Varvara (Káťa Kabanová), Martinka (Hubička), Háta (Prodaná nevěsta), Santuzza (Sedlák kavalír), Carmen (Carmen), Filipěvna (Evžen Oněgin), Hraběnka (Piková dáma), Amneris (Aida), Azucena (Il Trovatore), Fenena (Nabucco), Preziosilla (Síla osudu), Maddalena (Rigoletto), Dorabella (Cosi fan tutte), Marcellina (Le nozze di Figaro), Madelon (Andrea Chénier) a řada dalších. Účinkovala také v Hudebním divadle Karlín (role Jadwigy, v operetě O. Nedbala Polská krev).
Věnovala se též koncertní činnosti, a to nejen v České republice, ale i v zahraničí, včetně Francie, Španělska, Itálie, Belgie, Nizozemí, Řecka, Jihoafrické republiky či oblasti Blízkého a Středního východu.
Při produkci operních děl spolupracovala s režiséry jakými jsou Miloš Forman, Petr Forman, Jiří Heřman, Michal Dočekal, Oto Ševčík, Karel Jernek, Zdeněk Kaloč, David Radok, Petr Lébl, Andrei Serban, Christopher Alden, Robert Wilson aj.

## Diskografie
- O. Respighi:
  - Liriche (Lenka Šmídová)
- B. Martinů:
  - Slzy nože (ČT & Supraphon),
  - Hlas lesa (ČT & Supraphon)
- F. Schubert:
  - Messe No. 3 B dur (Discoveri)
- J. Haydn:
  - Stabat Mater (Discoveri)
- A. Dvořák:
  - Ave Maria Op. 19. B,
  - O sanctissima Op. A (Český rozhlas),
  - Biblické písně Op. 99. (ETVA)